# 1752 год в науке
В 1752 году произошли различные научные и технологические события, некоторые из которых представлены ниже.

## События
- Леонард Эйлер в работе «Принципы движения жидкостей»[1], опубликованной девятью годами позже, применяя уравнения динамики элементарного материального объёма сплошной среды к модели несжимаемой идеальной жидкости, впервые получил для такой жидкости уравнения движения, а также уравнение неразрывности.
- Бенджамин Франклин в эксперименте с воздушным змеем показал электрическую природу молнии[2].

## Награды
- Медаль Копли: Джон Прингл, шотландский врач и физиолог, один из основоположников военной медицины.

## Родились
- 3 февраля – Пьер-Луи Атена, французский учёный, технолог, археолог, агроном, изобретатель.
- 11 мая — Иоганн Фридрих Блуменбах, немецкий анатом, антрополог и естествоиспытатель; доктор медицины, профессор.
- 7 июля — Жозеф Мари Жаккар, французский изобретатель ткацкого стана для узорчатых материй (умер в 1834 году).
- 20 сентября — Иероним Стройновский, польский правовед и экономист, ректор Главной виленской школы и первый ректор Виленского университета (умер в 1815 году).

## Скончались
- 4 января — Габриэль Крамер, швейцарский математик, ученик и друг Иоганна Бернулли, один из создателей линейной алгебры.
- 9 февраля — Фредрик Хассельквист, шведский ботаник и врач[3], один из «апостолов Линнея».
- 10 апреля — Уильям Чеселден, английский хирург, педагог.